# لوئیجی پانارلی
لوئیجی پانارلی (انگلیسی: Luigi Panarelli؛ زادهٔ ۲۶ آوریل ۱۹۷۶) بازیکن فوتبال اهل ایتالیا است.
از باشگاه‌هایی که در آن بازی کرده‌است می‌توان به باشگاه فوتبال سورنتو کالچو، باشگاه فوتبال فیورنتینا، باشگاه فوتبال تورینو، باشگاه فوتبال فوجا، باشگاه فوتبال سالرنیتانا، باشگاه فوتبال آ.اس. رم، باشگاه فوتبال کروتونه، باشگاه فوتبال آولینو، و باشگاه فوتبال ناپولی اشاره کرد.